# وادی سال
وادی سال (انگلیسی: Wadi Sal) یک وادی در امارات متحده عربی است.